# Kathleen Russell
Kathleen Russell (n. 17 noiembrie 1912 – d. 26 noiembrie 1992, Johannesburg, Africa de Sud) a fost o înotătoare sud-africană, medaliată olimpică. A participat la o ediție a Jocurilor Olimpice (1928) în care a câștigat o medalie de bronz.

## Participări
Lista de mai jos prezintă principalele competiții la care a participat Kathleen Russell de-a lungul carierei.
- swimming at the 1928 Summer Olympics – women's 4 × 100 metre freestyle relay[*]